# フアン・ホセ・カセレス
フアン・ホセ・カセレス（Juan José Cáceres, 2000年6月1日 - ）は、アルゼンチン・ドック・スド出身のサッカー選手。ロシア・プレミアリーグ・ディナモ・モスクワ所属。パラグアイ代表。ポジションはディフェンダー。

## クラブ経歴

### ラシン・クラブ
2017年、ラシン・クラブの下部組織に加入。2020年11月にトップチームデビューを果たした。

### ラヌース
2023年3月2日、ラヌースへの買取オプション付きのローン移籍が発表された。

### ディナモ・モスクワ
2025年2月19日、ディナモ・モスクワに移籍した。3月2日、ロストフ戦で先発出場し、ロシア・プレミアリーグデビューを果たした。

## 代表経歴
2023年6月9日、パラグアイ代表に初招集された。6月18日、ニカラグア代表との親善試合で代表デビューを果たした。

## 人物
パラグアイ人の両親の下アルゼンチンで生まれ、2022年12月にパラグアイ国籍を取得した。

## タイトル

### クラブ
ラシン・クラブ
- トロフェオ・デ・カンペオーネス・デ・ラ・リーガ・プロフェシオナル（英語版）: 2022
- スーペルコパ・インテルナシオナル（英語版）: 2022